# Lògica cablejada

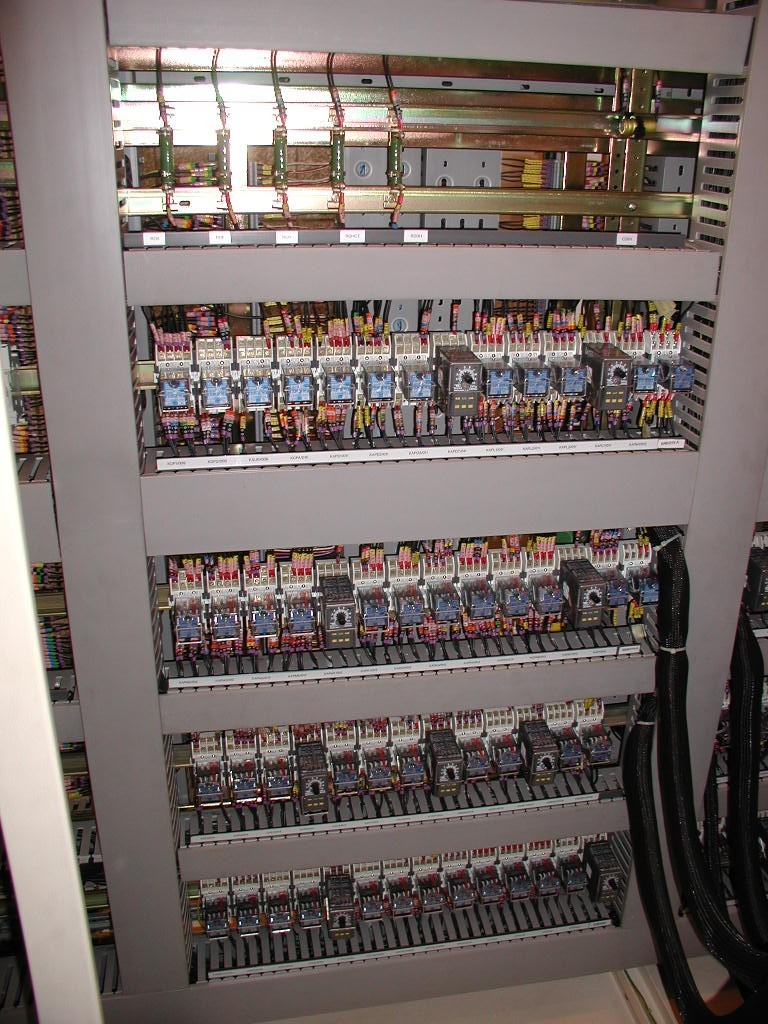
Rack de lògica cablejada amb relés electromecànics i relés temporitzats electrònics.

La lògica cablejada és una forma de realitzar controls, en la que modernament, els circuits primitius pel tractament de dades tradicional gestionat per relés i temporitzadors, s'ha canviat emprant flip-flops, portes AND, etc. per tal d'implementar funcions digitals. Les primeres formes de lògica per exemple, RTL (Resistance Transistor Logic) i DTL (Diode Transistor Logic), van ser substituïdes pels circuits TTL estàndard (Transistor Transistor Logic) i més tard pels Schottky TTL de baixa potència. El control final s'efectua en conjunt amb contactors o relés auxiliars, sovint associats a temporitzadors i comptadors.
A diferència dels sistemes programats, l'estructura d'un sistema cablejat sol ser rígida i, per tant, difícilment modificable. Per desenvolupar esquemes, de forma senzilla, és convenient recórrer a l'àlgebra de Boole.

## Descripció
En la tècnica electromecànica, la lògica cablejada industrial s'encarrega del disseny d'autòmats utilitzats en plantes industrials, bàsicament amb relés cablejats. En l'accepció dels tècnics en telecomunicacions i en informàtica, la lògica cablejada fa servir portes lògiques discretes (TTL, CMOS, HCMOS), per implementar circuits digitals de comunicacions.
La lògica cablejada industrial consisteix en el disseny d'automatismes amb circuits cablejats entre contactes auxiliars de relés electromecànics, contactors de potència, relés temporitzats, díodes, relés de protecció, vàlvules oli-hidràuliques o pneumàtica si altres components. Els cablejats inclouen funcions de comandament i control, de senyalització, de protecció i de potència. La potència a més de circuits elèctrics comprèn els circuits pneumàtics (comandament per aire a pressió) o oli hidràulics (comandament per oli a pressió). Crea automatismes rígids, capaços de realitzar una sèrie de tasques en forma seqüencial, sense possibilitat de canviar variables i paràmetres. Si s'ha de realitzar una altra tasca serà necessari realitzar un nou disseny. S'empra en automatismes petits, o en llocs crítics, on la seguretat de persones i màquines, no pot dependre de la falla d'un programa de computació.
En sistemes grossos també es fa servir l'autòmat programable, com ara els controladors lògics programables (PLC, segons l'abreviació anglesa), les unitats terminals remotes (UTR), els relés programables o ordinadors industrials. Aquests autòmats no es programen en llenguatges tradicionals com qualsevol ordinador, es programen en Ladder, llenguatge en el qual les instruccions no són res més que línies de lògica cablejada. Així el coneixement de la lògica cablejada és de fonamental importància per a qui programa un autòmat programable o PLC. La lògica cablejada més que una tècnica, avui en dia constitueix una filosofia que permet estructurar circuits en forma ordenada, prolixa i segura, sigui en circuits cablejats o programats. La pràctica de la lògica cablejada ha estat assimilada per altres branques de la tecnologia com les telecomunicacions i la informàtica, amb la introducció del cablejat estructurat en edificis, oficines i locals comercials, llocs on és poc usual el maneig d'esquemes i dibuixos de les instal·lacions elèctriques, excepte la de potència, l'elaboració de projectes de detall i el cablejat en forma ordenada mitjançant l'ús bornes i regletes, que van passar a anomenar-se «patcheras» en el cas de les xarxes de dades i telefonia.

## Lògica cablejada o controlador lògic programable (PLC)
A final de la dècada de 1960, quan la indústria va cercar en les noves tecnologies electròniques una solució més eficient per reemplaçar els sistemes de control basats en circuits elèctrics amb relés, interruptors i altres components per al control dels sistemes de lògica combinacional. El 1968 Maxi Entretainment (la divisió de transmissió automàtica de General Motors) va organitzar un concurs per reemplaçar electrònicament sistemes cablejats. La proposta guanyadora va venir de Bedford Associates. El resultat va ser el primer PLC, designat 084 perquè era el projecte de Bedford Associates número 84. Bedford Associates va començar una nova empresa dedicada al desenvolupament, fabricació, venda i manteniment d'aquest nou producte: Modicon (Modular digital controler). Dick Morley va ser una de les persones que hi van treballar i és considerat com el «pare» del PLC. La marca Modicon va ser venuda el 1977 a Gould Electronics, i posteriorment adquirida per la companyia alemanya AEG i després per la francesa Schneider Electric, l'actual propietari.

## Estats OFF i ON
Des d'un punt de vista teòric la lògica cablejada opera de la mateixa manera que la lògica tradicional, on les variables només poden tenir dos estats «veritable» o «fals». A la lògica cablejada «veritable» és igual a un relé energitzat o en ON, en el cas dels contactes l'estat «veritable» és el contacte tancat. A la lògica cablejada un «fals» és igual a un relé desenergizado o en OFF, per als contactes l'estat «fals» és el contacte obert. o aquestes pots ser totes les Estradas que creuen pel circuit primari les obertes

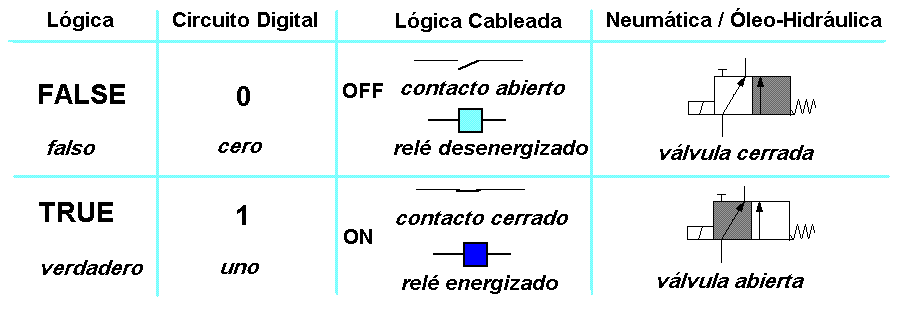
Variables lògiques emprades en lògica cablejada en comparació amb la lògica, circuits digitals, pneumàtica i oli-hidràulica.

En els circuits electrònics digitals o porta lògica, es fa servir el sistema numèric binari, on veritable és igual a «1» i fals és igual a «0». Si es tracta d'un sistema pneumàtic o oli-hidràulic, «veritable» és igual a una vàlvula oberta i «fals» és igual a una vàlvula tancada. Si es tracta del comandament de la vàlvula, «veritable» correspon al comandament accionat (pot ser un solenoide, una palanca d'accionament manual o un simple volant), i «fals» correspon a l'estat no accionat del comandament.

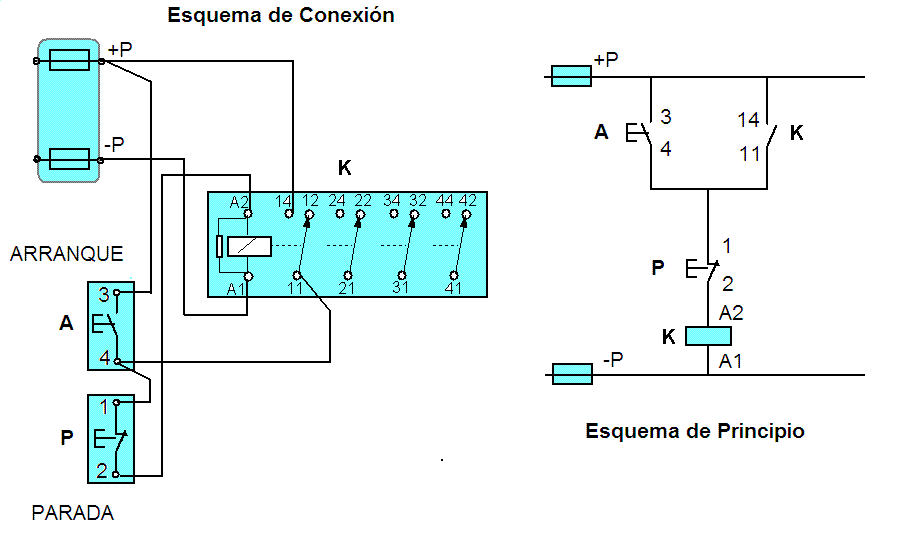
Diferents formes de representar un esquema elèctric; l'esquema de connexions i l'esquema de principi.

## Esquemes de connexió i esquemes de principi
Els relés i altres elements utilitzats en la tècnica de comandament i control, poden ser dibuixats amb els seus borns de connexió tal com són físicament, i després connectar amb conductors els diferents borns, i així conformen un «esquema de connexió». L'esquema de connexió ha de donar les dades constructius i la ubicació de cada element, però no és la millor forma de representar un circuit a l'hora de comprendre i visualitzar el seu funcionament, com si ho és l'esquema de principi.

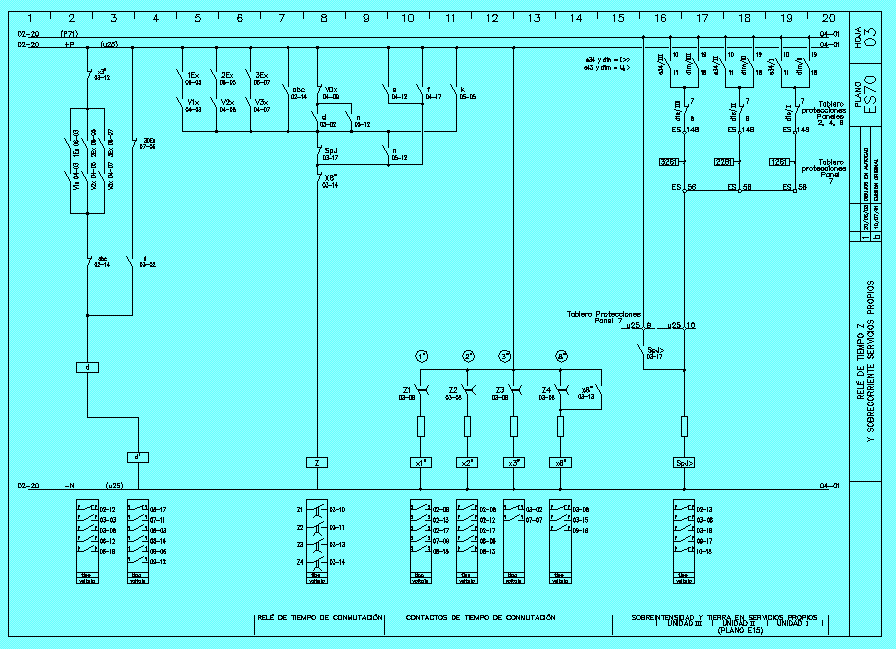
Esquema de Principi típic d'un cablejat de comandament i control.

## Dibuixos i plànols
Els plànols dels esquemes de connexió i esquemes de principi, antigament eren realitzats per dibuixants tècnics en folis de paper de gran mida, per exemple; 1,50 × 2,00 metres, on es dibuixaven tots els cables del circuit en només foli. Actualment els dibuixos són realitzats directament pels electricistes, amb programes de disseny assistit per ordinador i impresos en fulls A4 o A3. Un circuit d'automatització de lògica cablejada es dibuixa en diverses fulles numerades, i els cables i aparells són referenciats d'un full a una altra. S'hi marca el nombre de fulla i les coordenades columna-fila on es troba el cable, born o aparell cablejat.

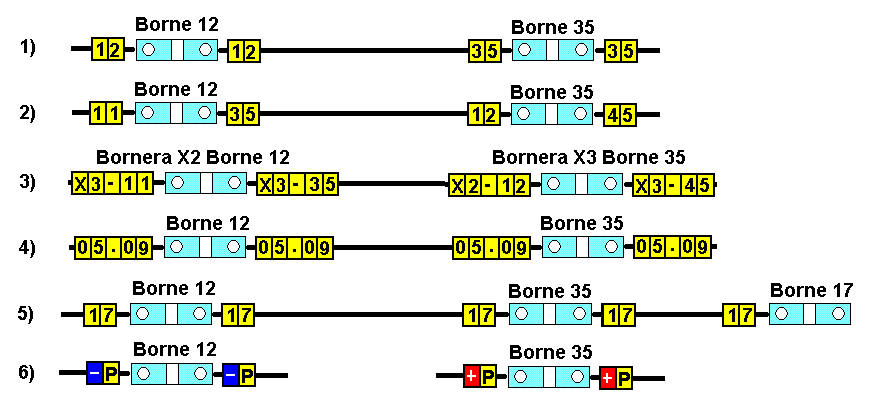
Exemples de diferents formes d'identificar un cablejat de lògica cablejada.

## Identificació del cablejat i bornes
Perquè un circuit de lògica cablejada pugui funcionar correctament, cal un pla on s'identifiquen tots els cables i bornes de connexió, per a després fer el muntatge i revisar el correcte cablejat de tots els elements. Fa menester identificadors en tots els elements. Existeixen diferents criteris per identificar els cables.
Bàsicament es poden identificar els cables segons els números de bornes o regletes de connexió, o d'acord amb una numeració arbitrària especificat en els plans.
Els criteris d'identificació del cablejat són molts, alguns apunten a facilitar el muntatge, altres faciliten el manteniment de la instal·lació, altres són d'acord a la conveniència del projectista que dibuix els plans. Es pot identificar ems cables
1. amb el nom del born de connexió on arriba el cable
2. amb el nom del born de connexió de l'extrem oposat del cable
3. amb un número correlatiu de 00 a 99, on aquest número està marcat en el pla S'hi pot afegir el nombre de full del dibuix on es troba el cable
4. números dels cables que es corresponen amb la numeració del born principal del circuit, si els números no es repeteixen en un altre born
5. mitjançant signes, lletres i números que expliquen la funció del cable, com la polaritat +P i -P, comandaments d'obertura i tancament, funcions de protecció, etc.

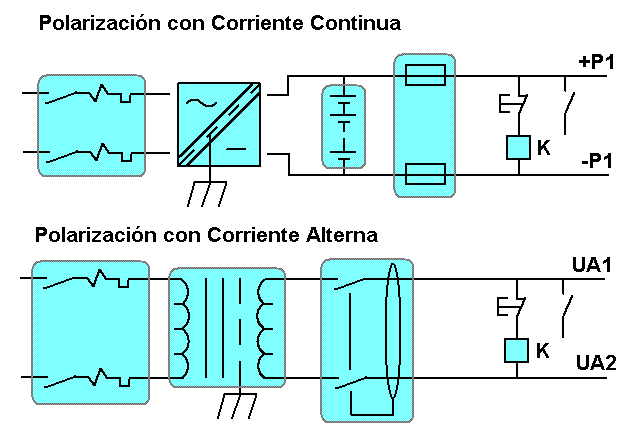
Formació de polaritat de comandament en un circuit de lògica cablejada, polarització amb corrent continu i polarització amb corrent altern.

## Barres de polaritat
Les barres de polaritat +P i -P permeten energitzar les bobines dels relés amb els contactes. Normalment es denominen +P i -P, però poden tenir una altra lletra o llegenda qualsevol, i ser una tensió tant de corrent continu com de corrent altern.
La tensió de polaritat, normalment aquesta cablejada a elements de control en possible contacte amb les persones, per exemple; polsadors manuals, controls de nivell de líquids, sensors de posició o instruments de mesura. Per aquest motiu, per raons de seguretat per a les persones, aquesta tensió ha d'estar aïllada galvànica de terra, normalment amb un aïllament d'1 a 2 KV. Les tensions estàndard utilitzades en corrent continu són: 24, 48, 110, 125, 220 i 250 V. Les tensions estàndard en corrent altern són: 24, 110-120, 220-240 i 380-400 V

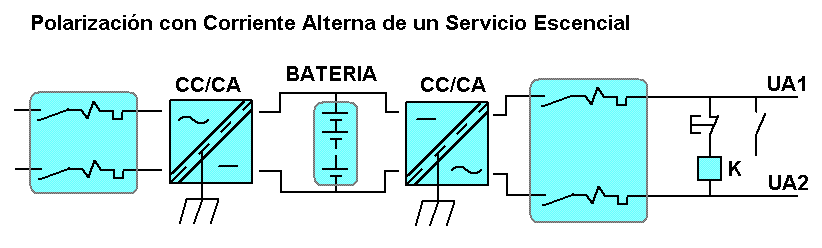
Formació de polaritat de comandament en un circuit de lògica cablejada d'un servei essencial, on no pot aturar el servei en cas de tall d'energia.

## Serveis essencials
A lògiques cablejades per comandament i control de serveis essencials, el corrent continu es recolza amb un banc de bateries. Si es fa servir corrent altern, el comandament i control de serveis essencials es fa amb un ondulador o inversor CC/CA.

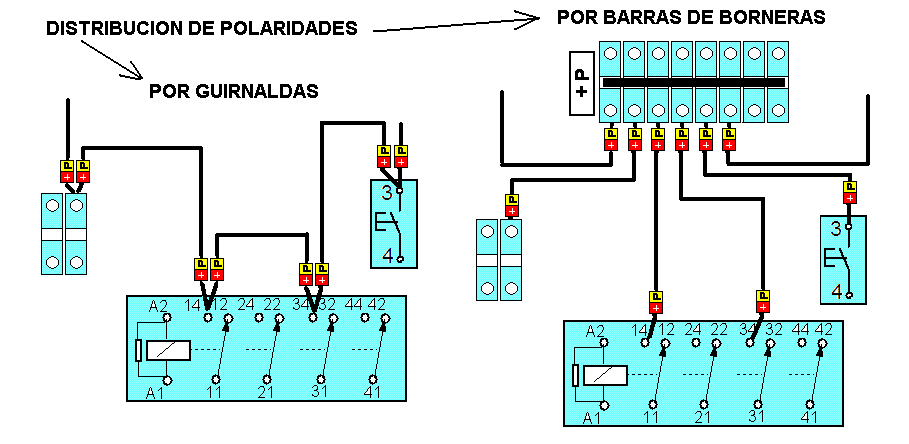
Distribució de polaritat positiva+P per mitjà d'una garlanda, i distribució per mitjà d'una barra de polaritat construïda amb un bloc de bornes en pont.

## Distribució de polaritats
En circuits petits la polaritat s'arma mitjançant una garlanda que va saltant entre els borns que van connectats a la polaritat. En circuits de lògica cablejada majors, aquesta pràctica és poc comú, ja que té inconvenients en cas de falsos contactes en algun born, la qual cosa comporta la pèrdua de la polaritat en tota la garlanda, el que provoca una falla massiva del sistema. La solució a aquests problemes consisteix a armar barres de polaritat amb borns de connexió en pont, les que ja vénen proveïdes pels fabricants de bornes.

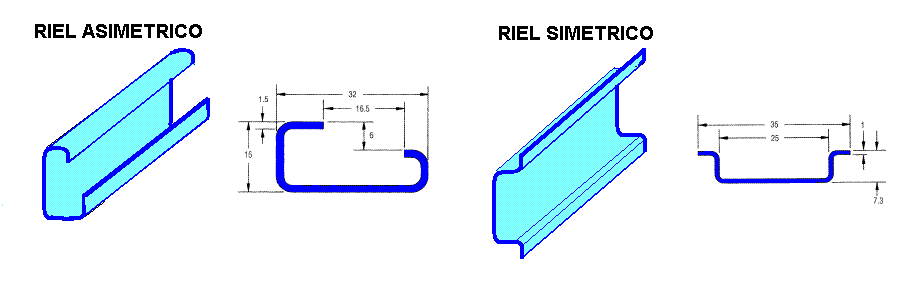
Els borns i relés es muntats sobre rails. N'hi ha dos tipus, l'asimètric i simètric o rail omega.

## Muntatges
El muntatge de la lògica cablejada es realitza en armaris estancs, on sobre un fons mort o sobre rails verticals, (rack en anglès), es cargolen en forma horitzontal els rails, on s'ajunten els relés, fonts d'alimentació, elements de potència com els contactors, i protecció com claus termo-magnètiques.

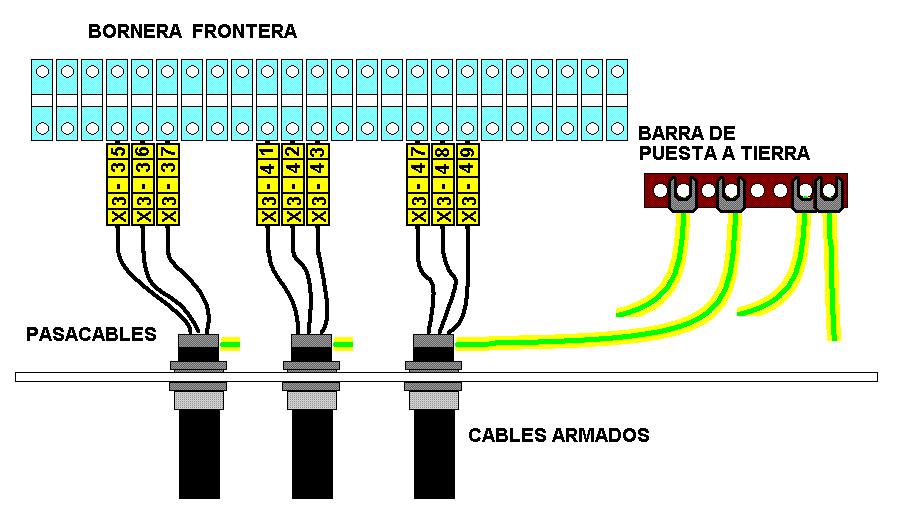
Borne frontera d'arribada dels cables armats al gabinet que conté la lògica cablejada.

## Born frontera
Els cables de comandament que van de l'armari cap a la planta o al camp, són armats, rígids a causa del fleix de protecció mecànica o a una pantalla de coure o alumini, aterrida en ambdós extrems. Aquesta rigidesa impedeix fer el cablejat directament fins als borns dels relés. Per resoldre aquest problema es fan servir borns frontera, on arriben els cables armats des de la planta i surten cap a l'interior de l'armari cables monopolars i flexibles, cables de comandament o de potència.

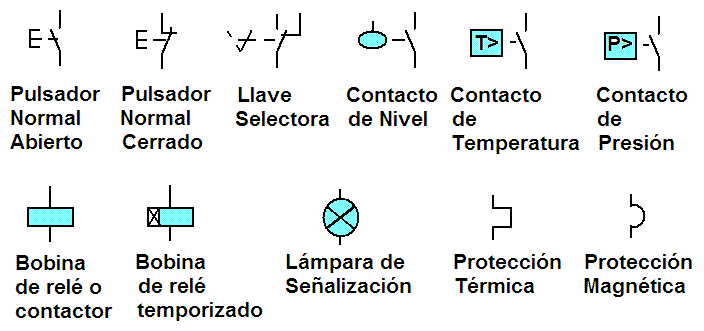
Elements o components bàsics utilitzats en lògica cablejada.

## Elements de comandament
Els elements de comandament bàsics en lògica cablejada són els següents;

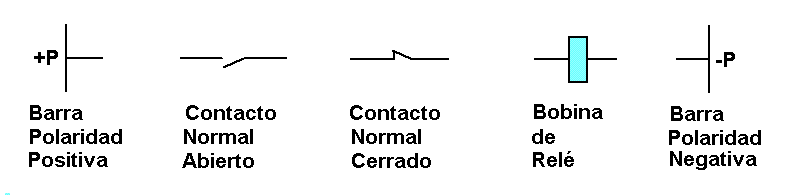
Una de les formes de dibuixar els contactes normal obert, normal tancat i la bobina de relé, i polaritat. En aquest cas hi ha els símbols d'acord a normes europees.

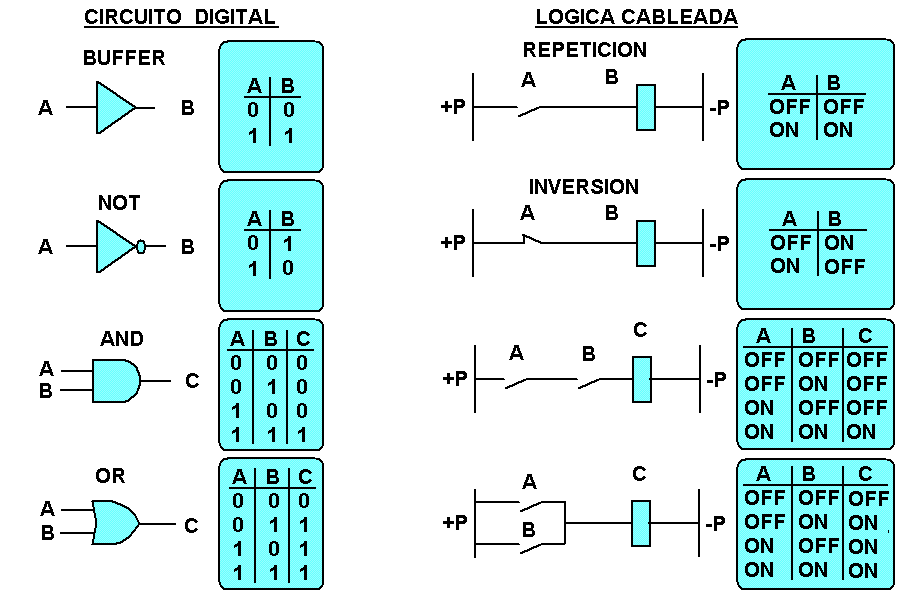
Les funcions lògiques emprades en lògica cablejada són les mateixes que les utilitzades per a l'electrònica digital o de comportes lògiques.

### Funcions lògiques
Les funcions emprades en la lògica cablejada són les mateixes que en els circuits digitals o comportes lògiques. L'anomenada comunament repetició de contacte, «buffer» en un circuit digital. La inversió en un contacte normal tancat, el NOT (negació) en circuit digital: El AND lògic (funció «i»), aconseguida amb contactes en sèrie. L'OR lògic (funció «o»), aconseguit amb contactes en paral·lel.

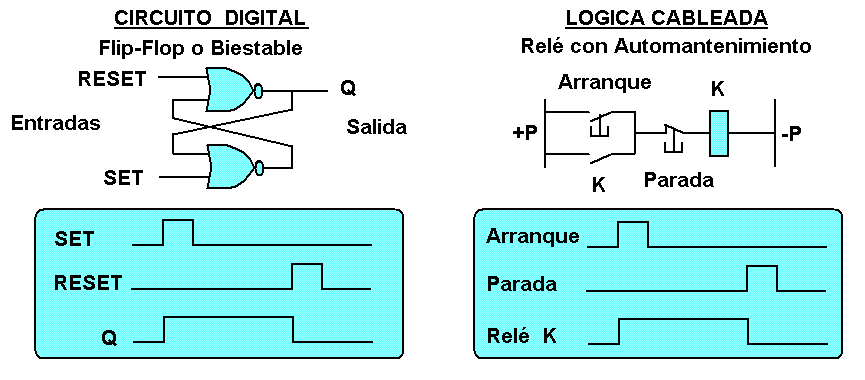
La funció automanteniment de la lògica cablejada guarda similitud amb el flip-flop o bi-estable de l'electrònica digital

### Relé automantingut
Un relé amb automanteniment és un relé on un contacte auxiliar que manté el relé energitzada, després que el contacte d'arrencada tanca i obre. El contacte d'aturada tipus NT, desenergiza el relé. En l'electrònica digital és equivalent a un biestable o flip-flop.

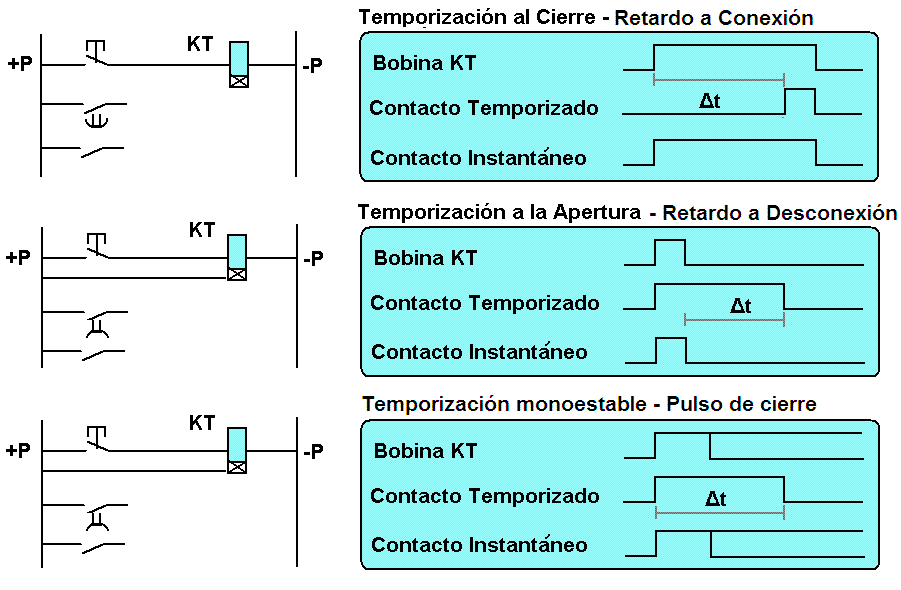
Hi ha moltes funcions de temps o de temporització, però tres d'elles són les més conegudes, la temporització al tancament, a l'obertura i pols o monoestable.

### Temporització
Hi ha relés temporitzats de diversos tipus, però tres funcions bàsiques són: la temporització al tancament, temporització a l'obertura i l'emissió d'un pols temporitzat al tancament. En els dos últims casos el relé temporitzat deure alimentar-se des d'una connexió independent a la de la bobina. Els contactes temporitzats es representen mitjançant un paraigües que s'oposa al moviment.

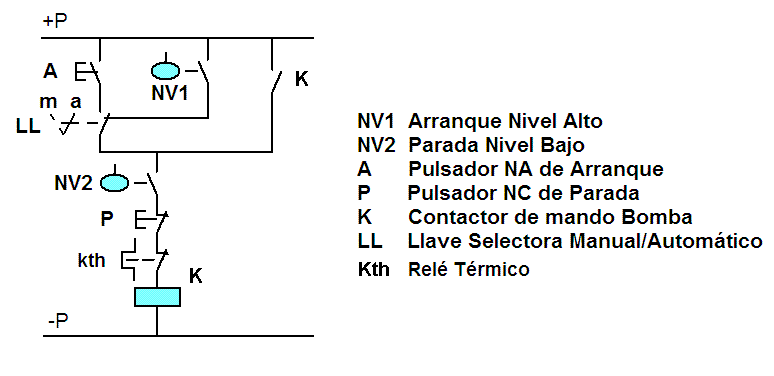
Tot circuit automàtic sempre compta amb un comandament manual per prova, manteniment i emergències. La selecció es realitza amb una clau selectora Manual-Automàtic.

### Manual o automàtic
En tot automatisme sempre és convenient comptar amb la possibilitat de triar entre un comandament manual per polsadors, i un comandament automàtic per nivell, pressió, temperatura, etc. Per raons de seguretat de les persones i equips, sempre es deixa fora de la selecció el mà de parada manual i automàtica, per exemple per nivell baix, a l'efecte de prevenir que una bomba quedi succionant a buit i es faci malbé.

### Protecció
Les funcions de protecció han de guardar en la mesura possible independència dels circuits de comandament, de manera de funcionar amb comandaments en manual, en automàtic i en casos de falla. En el dibuix previ, el contacte KTH de relé tèrmic i el flotador NV2 són elements de protecció en sèrie amb el circuit de comandament manual i automàtic.

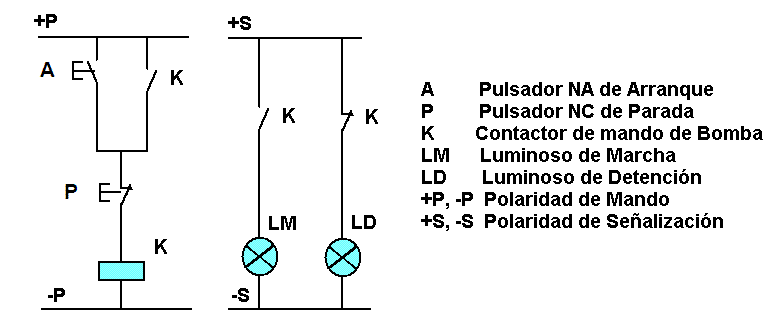
La senyalització d'estats i alarmes es realitza amb lluminosos o llums de senyalització. La senyalització es polaritza amb una polaritat independent de la de comandament, als efectes d'evitar inconvenients en el comandament en cas de falla d'un lluminós.

### Senyalització
La senyalització comprèn la indicació dels estats de marxa, parada, falla o defectes, posició d'interruptors oberts o tancats. Per a això s'empra controls lluminosos. El llum en energitzada mitjançant contactes auxiliars de contactors i interruptors, o amb relés que copien la posició d'aquests. En autòmats de relés de grans dimensions, la polaritat emprada per a la senyalització és independent de la polaritat de comandament, ja que un curtcircuit en un lluminós no hauria de deixar fora de servei l'autòmat.

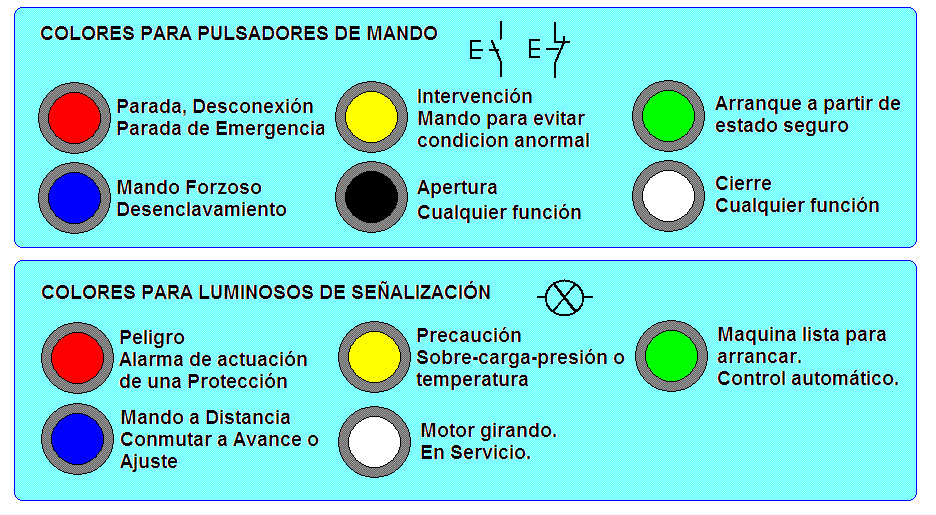
El codi de colors segons la norma ISO 73.

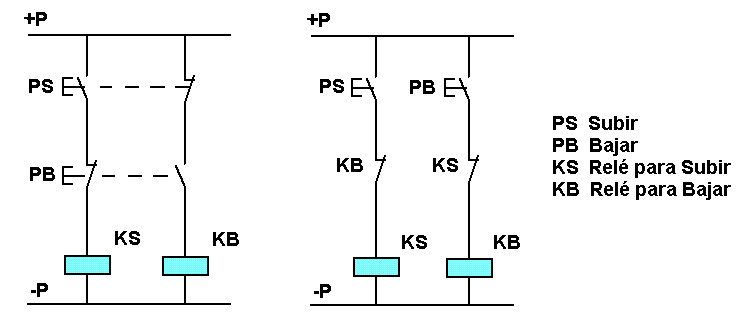
Un enclavament evita que comandaments contradictoris puguin accionar al mateix temps. Hi ha diverses formes de resoldre'ls, dues d'elles són l'enclavament entre polsadors, una altra és entre les bobines de comandament dels relés o contactors.

Per a la senyalització es fan servir diferents colors segons la norma internacional ISO 73 sobre la gestió de riscs, redigit en col·laboració amb la Comissió Electrotècnica Internacional (CEI).

### Enclavaments
Els enclavaments impedeixen que dos ordres de comandament contradictòries tinguin efecte simultàniament. Hi ha moltes formes de realitzar-lo, elèctricament en les botoneres o polsadors de comandament, entre relés, al circuit de potència i fins mecànicament entre motors amb funcions oposades.

### Ordre seqüencial
Un comandament seqüencial és un circuit amb una seqüència d'estats per defecte, i dependents de certes entrades del sistema (polsadors, detectors, etc.). Les seqüència poden ser fixa, produïdes per un rellotge electromecànic (motor elèctric amb un reductor, lleves i contactes de sortida).
Per exemple, els controls automàtics de les rentadores domèstiques, forns de microones, etc. Les seqüències no fixes, són produïdes per cadenes de relés temporitzats, on en complir el temps de retard programat per a un relé, es dispara el recompte de temps del relé temporitzat corresponent a l'estat següent.
Per dissenyar sistemes de lògica cablejada complexos, es fan servir diagrama de flux, on els diferents estats del diagrama després es veuen reflectits en relés d'automanteniment, i les entrades es corresponen a polsadors i detectors del circuit de comandament.